# إيوري ألكانتارا
إيوري ألكانتارا (بالبرتغالية: Christian؛ مواليد 8 أغسطس 1980) هو مُقاتل فنون قتالية مختلطة برازيلي.

## وصلات خارجية
- إيوري ألكانتارا على موقع يو إف سي (الإنجليزية)
- إيوري ألكانتارا على موقع شيردوغ (الإنجليزية)
- إيوري ألكانتارا على موقع Tapology.com (الإنجليزية)
- إيوري ألكانتارا على موقع IMDb (الإنجليزية)